# Ellen Buttrick
Ellen Buttrick, née le 8 mars 1995 à Leeds (Yorkshire), est une rameuse handisport britannique. Après seulement douze mois d'entrainement, elle réussit à remporter une médaille d'or aux Championnats du monde en quatre barré en 2019.

## Carrière
Elle commence à s'intéresser à l'aviron en regardant les compétitions des Jeux de Londres. En 2014, alors qu'elle étudiante en géographie à l'Université de Northumbria, on lui diagnostique une maladie de Stargardt qui lui fait perdre la vue. Elle se tourne alors vers le handisport avec l'idée d'aller aux Jeux paralympiques.
En 2018, elle fait partie de l'équipage qui remporte l'or en quatre barré aux Mondiaux, titre conservé lors des Mondiaux 2019. Pour ses premiers Jeux en 2020, elle remporte sa première médaille d'or en quatre barré avec Giedre Rakauskaite, James Fox et Ollie Stanhope.
En plus de ses études, elle travaille au Refugee Council de Leeds qui vient en aide à des familles syriennes réfugiées.

## Palmarès

### Jeux paralympiques
- médaille d'or en quatre barré aux Jeux paralympiques d'été de 2020 à Tokyo

### Championnats du monde
- médaille d'or en quatre barré aux Championnats du monde d'aviron 2018 à Plovdiv
- médaille d'or en quatre barré aux Championnats du monde d'aviron 2019 à Ottensheim